# Endèmia
En epidemiologia, endèmia (del francès, endémie, i aquest del grec,  ἔνδημος , transliterat  éndēmos , «del territori propi») és un terme utilitzat per fer referència a un procés patològic que es manté de forma estacionària en una població o zona geogràfica determinada durant períodes prolongats. Es pot tractar de malalties infeccioses o no infeccioses, ja que el terme pot usar-se per a diversos patiments o condicions fisiològiques. La malaltia es manté en una població d'hostes d'una regió geogràfica determinada al llarg del temps (anys) en un nivell estable, incloent variacions estacionals.
El grau d'endèmia d'una malaltia es classifica segons la intensitat de la transmissió:
- Hipoendèmica: vol dir que la transmissió de la malaltia és mínima i els seus efectes no són importants.
- Mesoendèmica: vol dir que la malaltia s'estableix en comunitats petites. La intensitat de la transmissió és variable, segons les circumstàncies locals.
- Hiperendèmica: vol dir que la intensitat de transmissió de la malaltia en l'àrea de referència és persistent però temporal. La  immunitat resulta insuficient per prevenir els efectes de la malaltia.
- Holoendèmica: vol dir que la malaltia té un alt grau d'intensitat. La seva transmissió és perenne, amb distribució geogràfica àmplia, com a resultat d'una resposta immunitària en els diferents grups etaris, en particular els adults.

Per ordre d'importància pel que fa al grau d'extensió d'una malaltia o el nombre de persones afectades es parla d'endèmia, epidèmia i pandèmia (aquesta última quan afecta més d'un continent).
Són exemples de malalties endèmiques la malària en certs països tropicals o càlids d'Amèrica, Sud-est asiàtic i Àfrica, la malaltia de Chagas, el dengue, la febre groga, i la tos ferina, entre d'altres.